# Dempo Makmur
Dempo Makmur is een bestuurslaag in het regentschap Pagar Alam van de provincie Zuid-Sumatra, Indonesië. Dempo Makmur telt 2869 inwoners (volkstelling 2010).